# Kromosom

Skiss över en eukaryotisk kromosom i metafas
(1) Kromatid - en av de två identiska delarna av kromosomen
(2) Centromer - den punkt där kromatiderna sitter ihop
(3) Kort arm, p-arm
(4) Lång arm, q-arm

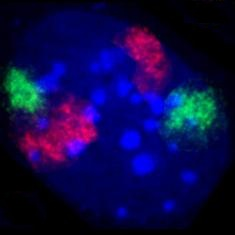
Kärnan i en fibroblast-cell i en mus.
Här har DNA färgats blått. De tydligt åtskilda kromosomområdena för kromosom 2 (röd) och kromosom 9 (grön) har gjorts synliga med fluorescerande ljus.

En kromosom är en struktur i cellen i vilken hela eller delar av genomet (arvsmassan) finns. Kromosomen innehåller en lång tråd av DNA.
Prokaryoter (bakterier och arkéer) har vanligtvis endast en kromosom, som ofta har cirkulär form. Eukaryoter (djur, växter m.fl.) har kromosomer med mer komplicerad struktur. Människan har 23 par kromosomer.

## Uppbyggnad
Kromosomerna kan betraktas som den mest tätpackade formen av DNA.
Hos eukaryoter består varje kromosom av en DNA-tråd som är lindad kring histoner (i spermierna kring protaminer), som är proteiner av olika typer. Den exakta formen för hur DNA-tråden är lindad och packad varierar under cellens olika faser. Vid mitosen är DNA:t maximalt packat och det är vid denna fas som kromosomerna kan urskiljas i mikroskop – en relativt vanlig laboration i högstadieskolor är att titta på kromosomerna i rottrådarna hos en lök.
DNA:t och proteinerna, i dess olika former av kondensation, brukar med gemensamt namn kallas för kromatin. Varje ände på en kromosom avslutas med en telomer, och i mitten sitter en centromer som också förenar de två kromatiderna i kromosomen. Detta ger kromosomen sitt typiska utseende med två korta p-armar och två långa q-armar. I akrocentriska kromosomer sitter centromeren inte i mitten, utan nära ena änden.
Under större delen av cellcykeln är kromosomerna ordnade i en kombination av DNA och proteiner som kallas kromatin. Strukturerna går att färga och därmed göras synliga under mikroskop. Under celldelningen (mitosen) blir kromatinet väl synligt. Det är i denna form som kromosomerna är mest välkända. Mellan celldelningarna luckras kromosomerna upp och syns som ett diffust nätverk i cellkärnan och de enskilda kromosomerna kan inte längre urskiljas.
Det finns två typer av kromatin. Eukromatin är den mindre kompakta formen av DNA. Den innehåller gener som transkriberas och uttrycks ofta. Den andra typen, heterokromatin, är mer kompakt. Den innehåller DNA som transkriberas ganska sällan. Under interfas organiseras kromatinet i åtskilda områden, så kallade "kromosomrevir" (engelska chromosome territories). 
Aktiva gener, som vanligtvis finns i den eukromatiska delen av kromosomen, befinner sig oftast nära kromosomrevirets gräns mot andra kromosomrevir.

## Antikroppar
Antikroppar mot vissa kromatin-former, särskilt nukleosomer, har satts i och med vissa autoimmuna sjukdomar, till exempel systemisk lupus erythematosus. Det är oklart vilken roll dessa antikroppar kan spela i uppkomsten av dessa sjukdomars symptom.

## Historik
Kromosomer observerades för första gången av biologen Carl Wilhelm von Nägeli 1842. Att kromosomerna var bärare av generna visades av Thomas H. Morgan som fick nobelpriset i medicin för denna upptäckt 1933.

## Kromosomer hos olika arter
Hos de flesta högre arter är det totala genomet uppdelat i flera kromosomer. Hos arter med sexuell fortplantning innehåller de vanliga somatiska cellerna normalt dubbel (23x2 hos människan) uppsättning av kromosomer, en uppsättning från vardera föräldern, så kallade diploida celler. Hos vissa arter, främst växtarter, förekommer kromosomerna i flerdubbel uppsättning, så kallade polyploida arter/celler. Könsceller, spermier och äggceller innehåller endast en uppsättning kromosomer, så kallade haploida celler. Antalet kromosomer hos några typer av organismer framgår av följande tabell (diploida celler).
| Organism   | Antal kromosomer |
| ---------- | ---------------- |
| apa        | 48               |
| bananfluga | 8                |
| daggmask   | 32               |
| duva       | 16               |
| fjäril     | ~380             |
| får        | 54               |
| gris       | 40               |
| häst       | 64               |
| karp       | 104              |
| kyckling   | 78               |
| marsvin    | 64               |
| människa   | 46               |
| ormbunke   | ~1200            |
| råg        | 14               |
| snigel     | 24               |
| vete       | 42               |

För att fastställa kromosomantalet hos en art tillsätter man olika kemikalier och "fryser" cellerna i metafasen, den fas i celldelningen i vilken kromatiderna har kopierat sig men fortfarande hänger ihop i centromeren och är lokaliserade till cellens "ekvatorialplan". Kromosomerna färgas sedan så att de typiska bandmönstren uppträder, fotograferas och sorteras i storleksordning i en så kallad karyotyp eller ett karyogram. De olika kromosomerna identifieras och särskiljs genom jämförelser av kromosomernas färgade band och läget på centromererna.

## Människans kromosomer

Schematisk karyotyp av människans kromosomer, med band och sub-band.

Hos människan är genomet fördelat på 46 kromosomer, det vill säga 23 kromosompar. Detta fastställdes 1956 av genetikern Johan Albert Levan och Joe Hin Tjio. Tidigare ansågs antalet vara 48.
I 22 av paren är kromosomerna i det närmaste identiska och kallas autosomer. 
Det sista kromosomparet är könskromosomerna, två X-kromosomer hos kvinnan samt en X- och en Y-kromosom hos mannen.
Följande tabell visar antalet DNA-baspar i respektive kromosom enligt resultat från Human Genome Project (HGP).
En överraskning från HGP var att antalet gener (DNA-sekvenser som direkt kodar ett eller flera protein) förmodligen är så litet som 23 500 och att endast 1,1–1,4 % av basparen i DNA:t ingår i sådana gener. Funktionen av resten av DNA:t, kallat skräp-DNA, är till stora delar oklart.
Autosomer är alla de kromosomer som inte är en könskromosom, hos människan alla kromosomer utom X-kromosomen och Y-kromosomen. Människan har 22 par autosomer. En autosomal gen är en gen som finns på någon av autosomerna.

## Kromosomrubbningar
Avvikelser från normal kromosomuppsättning kan delas in i två grupper:
1. Strukturella avvikelser där en eller flera kromosomer har avvikande form, till exempel där delar av kromosomen saknas eller där extra delar tillkommit. Sådana avvikelser uppkommer genom felaktigheter då kromosomerna kopieras i samband med sammansmältningen av spermiecellens och äggcellens kromosomer och den första celldelningen. Exempel:
  - Deletion av en liten del av den långa armen (q) på en av kromosomerna i kromosompar 22 (22q11): 22q11-deletionsyndromet
2. Numeriska avvikelser där hela kromosomer saknas eller extra kromosomer tillkommit. Sådana avvikelser uppstår genom felaktig fördelning av kromosomerna till könscellerna före befruktning och celldelning. Exempel:
  - Extra kromosom 21: Downs syndrom
  - Extra kromosom 18: Edwards syndrom
  - Extra kromosom 13: Pataus syndrom
  - En X-kromosom saknas hos en kvinna (X-): Turners syndrom
  - En extra X-kromosom hos en man (XXY): Klinefelters syndrom
  - En extra X-kromosom samt en extra Y-kromosom hos en man (XXYY): XXYY-syndrom
  - En extra Y-kromosom hos en man (XYY): super male-syndrom eller XYY-syndrom
  - En X-kromosom saknas i ett med Y befruktat ägg: Druvbörd

Kromosomavvikelser är förhållandevis vanliga, och man räknar med att fostret vid cirka 5 procent av alla konstaterade graviditeter har någon allvarligare form av kromosomavvikelse.
Avvikelser på kromosomerna, som är numrerade efter sin storlek, anses allvarligare ju lägre nummer (=ju större storlek) den drabbade kromosomen har. I de flesta fall leder numeriska avvikelser i de större kromosomerna till missfall eller till att barnet avlider strax efter födseln. Motsvarande samband är inte lika klart för strukturella avvikelser. Samtidigt måste man ha i åtanke att avvikelser på kromosomnivå inte diagnostiseras för mycket tidiga missfall innan graviditet konstaterats.